# Nordmannia
Nordmannia är ett släkte av fjärilar. Nordmannia ingår i familjen juvelvingar.

## Dottertaxa tillNordmannia, i alfabetisk ordning[1]
- Nordmannia abdominalis
- Nordmannia alineata
- Nordmannia armena
- Nordmannia aurea
- Nordmannia auronites
- Nordmannia bischoffii
- Nordmannia burdigalensis
- Nordmannia caudatula
- Nordmannia cerasi
- Nordmannia cerri
- Nordmannia cerroides
- Nordmannia elta
- Nordmannia fiorii
- Nordmannia fountaineae
- Nordmannia guichardi
- Nordmannia ilicioides
- Nordmannia ilicis
- Nordmannia infrabrunnea
- Nordmannia infraflavomaculata
- Nordmannia infrapallida
- Nordmannia maculatus
- Nordmannia myrtale
- Nordmannia nigrosignata
- Nordmannia ornata
- Nordmannia pallidamaculata
- Nordmannia persica
- Nordmannia prinoptas
- Nordmannia pruni
- Nordmannia pseudomas
- Nordmannia syra